# 朱炯
朱炯（1973年8月5日—），是一名已退役的中国职业足球运动员，曾效力于上海申花。2009年成为南昌八一的主教练，2012年南昌队回迁上海易名上海申鑫，朱炯继续留队执教至2013年，其后朱炯担任贵州人和主教练，2017年重返上海申鑫执教。

## 球员生涯
朱炯少年时非常罕见的从虹口区少体校直接“跳级”进入了上海青年队，申花足球俱乐部成立后他也成为最早展露头角的年轻球员之一，早在1994赛季就拥有争夺左路主力位置的实力，与当时队中的国奥队长申思和俄罗斯外援沙莎都是左前卫上的人选，但是他同时能够出任左后卫，防守能力也比较出色。1995年，他是申花夺冠的主力之一，其体能和拼抢的优势完全压倒了以传球和技术见长的申思，甚至在很多比赛中替代专职的左后卫、同样入选国奥队的吴承瑛。
1996年，朱炯膝盖等出现比较严重的伤病，虽然曾远赴香港等地治疗，但是始终没能摆脱伤势困扰，虽然一直坚持到1999年仍然在带伤训练，但实际真正告别球场时，尚不满23岁，至今仍然让许多知情的球迷惋惜。时隔多年后朱炯曾透露这次伤病其实是一次误诊，结果拖延了治疗时机，造成十字韧带萎缩。

## 教练经历
退役后的朱炯曾经出任上海申花青年队教练，此后转而担任陕西中新的助理教练辅佐老队友成耀东。
2008年底，刚刚冲超失败的甲级球队南昌八一宣布将任命朱炯为下个赛季的主教练，替代赛季结束后辞职的李晓。
朱炯执教球队首年即助南昌以中甲联赛亚军身分历史性首次晉级中超联赛，隨后两个赛季都保级成功，2012年南昌队回迁上海易名上海申鑫，朱炯继续留队执教。
2013年7月7日，上海申鑫宣布由于球队在联赛中成绩不理想，无法达到俱乐部预期目标，决定朱炯不再担任球队主帅。
2014年4月23日，贵州茅台官方宣布宫磊下课，卸任后将担任贵州队副总经理，朱炯将接替宫磊担任球队主帅一职。
2015年4月28日，贵州人和官方宣布朱炯下课。
2017年12月3日，上海申鑫官方宣布朱炯再度担任主教练。
2021年，朱炯出任云南玉昆足球俱乐部主教练。